# Druuna
A Druuna egy olasz erotikus képregény. Megalkotója Paolo Eleuteri Serpieri. Címszereplője egy fiatal nő, aki akaratán kívül kell, hogy a világa megmentője legyen, egy olyan világé, ami tulajdonképpen nem érdemeli meg, hogy megmentsék.
A képregény anatómiai hitelességgel, kendőzetlenül  ábrázolja az erotikus és szexjeleneteket, ahogy rengeteg kegyetlenkedést és erőszakot is bemutat, ezért olvasása nem ajánlott gyermekek számára.

## A világ
A környezet egy posztapokaliptikus cyberpunk világ, ahol az erőszak, a szex, a káosz, a fizikai mutációk és a pusztító újfajta pestis az úr.
Druuna fiatalkorát egy szörnyű járvány teszi pokollá; a Morbus Gravis (Halálos Betegség) ellen nincs orvosság, minden szer csak elodázza a véget. A test szörnyű mutáción megy keresztül, míg végül teljesen elveszíti emberi mivoltát. A tünetek a felfokozott testi vágy és a szadista-agresszív hajlamok kifejődése. Időről időre mindenkinek orvosi vizsgálaton kell átesnie. A fertőzötteket megölik, vagy deportálják karanténba zárt területekre, városrészekre ahonnan nincs menekvés.
Lassan derül fény, ahogy előre halad a történet, hogy a világuk tulajdonképpen nem más, mint egy gigantikus űrhajó, ami ismeretlen célja felé halad, időtlen idők óta.

## Druuna
Serpieri főhősét egy nagyon érzéki, mediterrán jellegű szépségnek álmodta meg, aki nem képes irányítani a szituációkat amibe belekeveredik; nem a naivsága, vagy gyengesége  miatt, hanem mert ezeket az eseményeket csak az agresszió és a fenyegetés mértéke tudja befolyásolni. Ahogy előrehalad a történet Druuna egyre készségesebben hódol be ezeknek a helyzeteknek és mind több hajlandóságot mutat, hogy áruba bocsássa a testét. A szereplő a képkockákon nagyon kevés ruhát visel, számos alkalommal látható félmeztelenül, vagy teljesen fedetlen testtel. Az első komplex történet során javarészt egy bugyit, egy pár tornacipőt és egy aprócska trikót visel.

## Publikálás

### A kiadott könyvek
- Morbus gravis (1985)
- Druuna (1987)
- Creatura (1990)
- Carnivora (1992)
- Mandragora (1995)
- Aphrodisia (1997)
- The Forgotten Planet (2000)
- Clone (2003)

### Druuna:MORBUS GRAVIS
A 2001-es "Druuna:MORBUS GRAVIS" című háromdimenziós számítógépes kalandjáték szintén erős erotikus tartalommal bír.
Az eredeti mű hangulatát azok a karakteres ábrázolások adják, amelyeket leginkább a Clive Barker féle horror, és H. R. Giger látomásainak vizualizációjakánt határozhatnánk meg.
A történet szerint Druuna vegetatív állapotban létezik összekapcsolva egy Álom Géppel. A gép segítségével tallózhatunk az emlékei között, és fényt deríthetünk arra, hogy miként került ebbe az állapotba; míg a világ népét végzetes vírus fenyegeti, mely vérszomjas fenevadakká transzformálja őket. A játékos- feladata megtalálni az üdvözítő antiszérumot.
A kiemelt rész csak a cselekmény egy szelete, mivel a játék hat teljes CD-t foglalt el.